# Jeanne Beauprey
Jeanne Marie Beauprey-Reeves est une joueuse américaine de volley-ball née le 21 juin 1961 à Anaheim.

## Biographie
Jeanne Beauprey fait partie de l'équipe des États-Unis de volley-ball féminin médaillée d'argent aux Jeux panaméricains de 1983 à Caracas et aux Jeux olympiques d'été de 1984 à Los Angeles.
Elle est la mère de la joueuse de volley-ball Kelly Reeves.